# توليد الستيرويد

عملية توليد الستيرويد في الإنسان.

مخطط مبسط يوضح تكوين ستيرول (أهملت بعض المبركبات الوسطية)

توليد الستيرويد (بالإنجليزية: Steroidogenesis)‏ هي عملية حيوية لتكوين الستيرويد في الكائن الحي والذي يكون عادة من الكوليستيرول. ويختلف مسار توليد الستيرويد من كائن لآخر.
وتحدث هذه العملية في الغدد التناسلية أو قشرة الكظرية.